# Рябково (Курган)

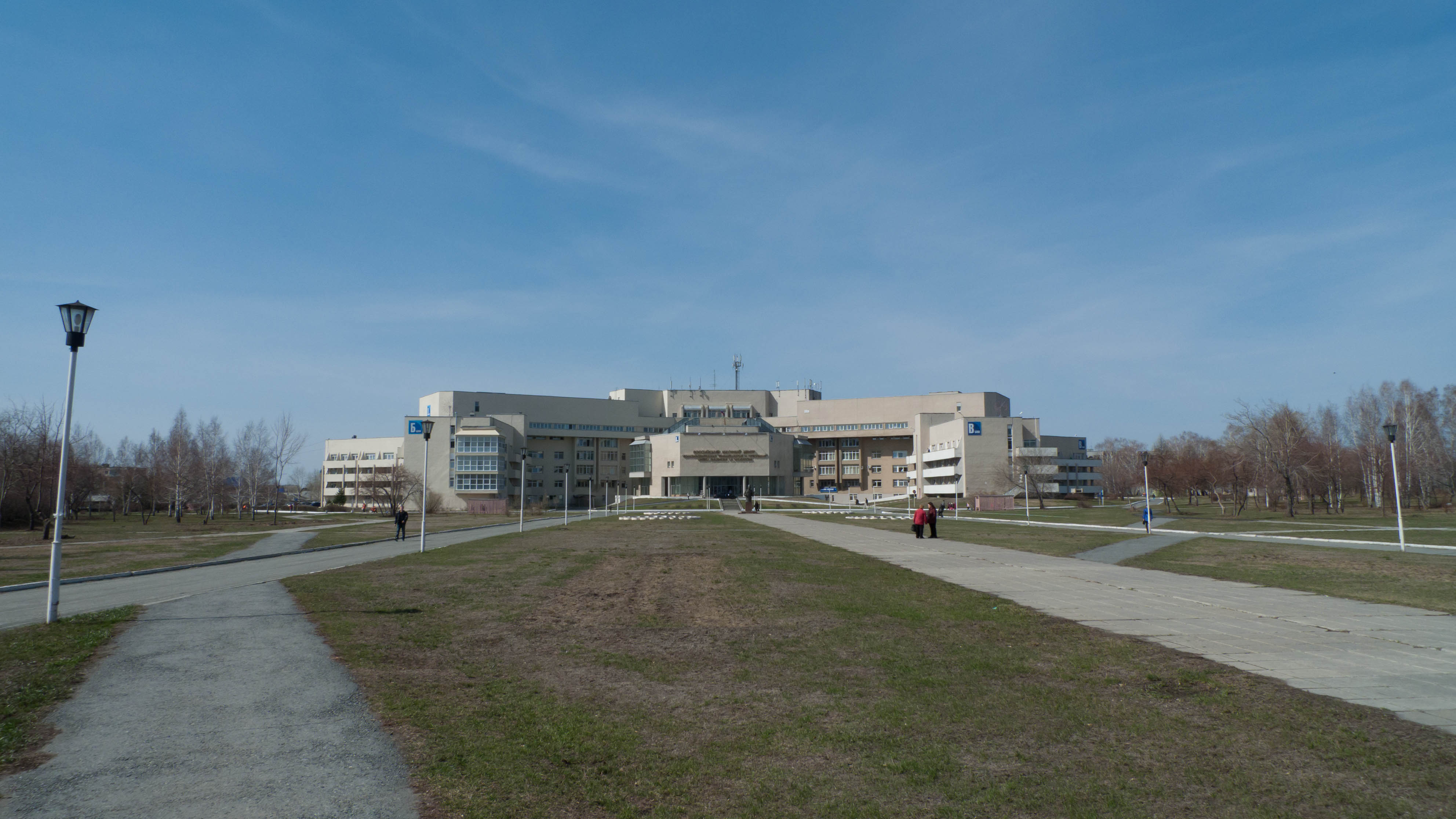
Федеральное государственное бюджетное учреждение «Национальный медицинский исследовательский центр травматологии и ортопедии имени академика Г. А. Илизарова» Министерства здравоохранения Российской Федерации.

Рябко́во — жилой район в Кургане. Находится в северной части города; между районом Рябково и центром города располагается промзона. Расстояние до центра города — 3,9 км (по проспекту Машиностроителей от проспекта Маршала Голикова до съезда с Некрасовского моста). Бо́льшая часть района Рябково имеет ярко выраженную квартальную планировку с индивидуальной жилой застройкой.
Севернее Рябково находится пос. Сиреневый, северо-западнее — пос. Радужный, западнее — пос. Чистое Поле. Восточнее Рябково находится садоводческое некоммерческое товарищество им. Героя Советского Союза Ф.В. Елисеева, а за ним — Новое Рябковское кладбище. Старое Рябковское кладбище находится на юге, у пересечения улицы Карбышева и проспекта Маршала Голикова.
Почти посредине района протекает река Чёрная, в которую впадает река Язевка (ручей Язевский).

## История
Деревня Рябкова (Ряпкова) возникла между 1750 и 1763 гг. и в административном отношении первоначально принадлежала к Курганской слободе. Население в 1763 году составляло 113 чел., а в 1782 году — 164 чел.
Деревня Рябкова Смолинской волости Курганского округа Тобольского наместничества в 1789 году относилась к приходу Христорождественской церкви города Кургана. Население деревни составляло 164 чел.
В начале XX века деревня относилась к Мало-Чаусовской волости Курганского уезда Тобольской губернии.
С постройкой собственной церкви деревня с 1908 года стала именоваться селом Рябковским. В 1912 году в селе проживало 1237 чел.
С 20 октября 1980 года по 1 декабря 1991 года посёлок Рябково входил в состав Первомайского района г. Кургана.
| 113 | 164 | 237 | 399 | 789 | 824 | 898 | 1237 | 1268 |

### Рябковский сельсовет
- Образован в 1919 году в Мало-Чаусовской волости Курганского уезда.
- Постановлениями ВЦИК от 3 и 12 ноября 1923 года в составе Курганского округа Уральской области РСФСР образован Чаусовский район с центром в городе Кургане.
- Постановлением Президиума Уралоблисполкома от 15 сентября 1926 года Чаусовский район переименован в Курганский район. Постановлением ВЦИК Курганский район утверждён в составе Курганского округа Уральской области РСФСР.
- 23 октября 1931 года Рябковский сельсовет объединён с упразднённым Большечаусовским сельсоветом.
- Указом Президиума Верховного Совета РСФСР от 12 февраля 1944 года Рябковский сельсовет вошёл в черту города Кургана.
- 25 сентября 1958 года сельсовет упразднён.

### Население сельсовета
- По данным переписи 1926 года в Рябковском сельсовете проживало 1439 чел., в т.ч.
  - с. Рябково (Новая Деревня) 1286 чел., в т.ч. русских 1268 чел., украинцев 6 чел.
  - мельница Бакинова 19 чел., в т.ч. латышей 10 чел., русских 9 чел.
  - кор. Горелый 11 чел., в т.ч. русских 11 чел.
  - кор. Малиновский 7 чел., в т.ч. русских 7 чел.
  - заимка Московская (Питомник) 5 чел., в т.ч. русских 5 чел.
  - кор. Просвет 92 чел., в т.ч. русских 92 чел.
  - колхоз Труд (быв. Банникова) 12 чел., в т.ч. русских 12 чел.
  - совхоз Учебный (Лесная Школа) 7 чел., в т.ч. русских 7 чел.

## Социальные объекты
- Центр для содержания иностранных граждан и лиц без гражданства, подлежащих депортации либо административному выдворению за пределы Российской Федерации, ул. Пархоменко, 61
- Военный комиссариат Курганской области, ул. Пархоменко, 61 к.1
- Центр культуры и досуга «Спутник», ранее кинотеатр, ул. Карбышева, 12а
- Кинотеатр «КИНОКЛУБ», ул. Школьная, 13б
- Курганская городская больница № 2, ул. Карбышева, 27
- Специализированная инфекционная больница, ул. Карбышева, 31
- Курганский областной противотуберкулёзный диспансер, ул. Циолковского, 1 к.1
- Курганский областной онкологический диспансер, ул. Карбышева, 33
- Отделенческая больница на ст. Курган ОАО «Российские железные дороги», ул. Карбышева, 35
- Курганский областной госпиталь для ветеранов войн им. 50-летия Победы, ул. Перова, 59
- Курганский областной перинатальный центр, ул. Карбышева, 39
- Национальный медицинский исследовательский центр травматологии и ортопедии имени академика Г. А. Илизарова (занимается лечением и диагностикой заболеваний костей, при лечении широко применяется аппарат Илизарова), ул. Марии Ульяновой, 6
- Детская библиотека им. С.Я. Маршака, ул. Анфиногенова, 106
- Библиотека им. А.П. Чехова, ул. Чернореченская, 69
- АО «Почта России», отделение № 14, ул. Карбышева, 38

## Учебные заведения
- 5 детских садов:
  - № 4 «Ивушка», ул. Чернореченская, 24а; ул. Чернореченская, 67
  - № 7 «Кораблик» комбинированного типа, ул. Кузнецова, 67; ул. Карбышева, 40
  - № 74 «Звездный», ул. Черняховского, 10а; ул. Пирогова, 13
  - № 107 «Журавушка», ул. Школьная, 48, ул. Чернореченская, 103
  - № 110 «Краски» общеразвивающего типа, ул. Московская, 24
- 4 средние школы:
  - средняя общеобразовательная школа № 17, ул. Московская, 26; ул. Анфиногенова, 102
  - средняя общеобразовательная школа № 24, ул. Анфиногенова, 66
  - средняя общеобразовательная школа № 43 им. академика Г.А. Илизарова, ул. Тимирязева, 38а
  - средняя общеобразовательная школа № 49, ул. Кузецова, 6а
- 2  школы-интерната:
  - школа-интернат № 17 им. Д.М. Карбышева ОАО «РЖД», ул. Карбышева, 56
  - специальная (коррекционная) школа-интернат № 25 II, V вида для слабослышащих и речевых детей, ул. Пирогова, 17

- Спортивная школа
  - Детско-юношеская спортивная школа № 4, ул. Чернореченская, 91; ул. Школьная, 11, пер. Шатровкий, 11

## Транспорт
Основной дорогой в районе является улица Карбышева. Связь с центром города осуществляется через проспект Машиностроителей, Мост на ЖБИ  и Некрасовский мост или улицу Бурова-Петрова, 3-й Бурово-Петровский мост и 2-й Бурово-Петровский мост. Через район проходит автодорога на п. Чистопрудный, которая пересекает трассу «Байкал».
Автобусные маршруты используют следующие улицы:
- ул. 9 Мая
- ул. Добролюбова
- ул. Карбышева
- ул. Лескова
- ул. Пархоменко
- ул. Перова
- ул. Рылеева
- ул. Циолковского
- ул. Чернореченская
- ул. Черняховского
- ул. Салавата Юлаева

По улице Карбышева до 2015 проходили маршруты троллейбусов.

## Церковь

### Церковь Сошествия Святого Духа

Церковь Сошествия Святого Духа.

В 1897 году крестьяне д. Рябковой подали Епархиальному начальству прошение о разрешении им построить на собственные средства церковь-школу. 5 августа 1897 года постройка разрешена. В 1902 году по проекту архитектора Николая Александровича Юшкова построена церковь, освящена 1 декабря 1902 года во имя Сошествия Святого Духа на апостолов. Деревянная одноэтажная однокупольная церковь на каменном фундаменте, с колокольней она была закрыта в 1933 году по решению Челябинского облисполкома и использовалась под зерносклад, клуб, школу. Распоряжением Совета Министров РСФСР от 1 октября 1956 года открыта вновь. В 1958 году отремонтирована. 17 октября 1962 года Курганский горисполком принял решение о закрытии и сносе церкви в связи с реконструкцией посёлка Рябково. Это решение 24 января 1963 года было поддержано Курганским облисполкомом. Свято-Духовский храм был разобран, из оставшихся от разборки материалов был построен жилой дом. Церковная утварь и иконы перенесены в новый молитвенный дом в пос. Смолино, построенный из перевезённой из Рябково крестильни.

### Церковь Пантелеимона Целителя
В начале 2000-х гг. около места расположения прежнего храма была построена временная церковь во имя Святого Великомученика и Целителя Пантелеимона. Здание представляло собой железнодорожный вагон, обложенный красным кирпичом и увенчанный куполом с крестом. 5 июня 2012 года начато строительство нового храма.
Весной 2013 года освящён новый кирпичный храм. В нём два престола: верхний — в честь великомученика и целителя Пантелеймона и нижний, крестильный, в честь святого Георгия Победоносца, покровителя Российского воинства. Храм расположен по адресу: ул. Анфиногенова, 57а.

### Церковь Луки (Войно-Ясенецкого), архиепископа Крымского
В 2005 году благочинный Курганского городского благочиния протоиерей Николай Чирков обратился с заявлением в Администрацию города Кургана о разрешении открыть больничный храм при Курганском областном госпитале для ветеранов войн им. 50-летия Победы. 5 октября 2005 года храм был освящен во имя святителя Луки, исповедника, архиепископа Симферопольского и Крымского. Храм расположен по адресу: ул. Перова, 59.

### Церковь иконы Божией Матери «Всецарица»
В апреле 2009 года, по инициативе главного врача онкологического диспансера Сиротской Т.И. получено разрешение от Администрации города Кургана на строительство больничного храма-часовни в честь иконы Божией Матери «Всецарица». Летом 2014 года строительство было завершено, освящены и водружены на шатер храма-часовни купол и крест. 31 августа 2015 года освящён специально написанный для этого храма иереем Андреем Ваньковым большой храмовый образ Богоматери «Всецарица». Храм расположен по адресу: ул. Карбышева, 33.

### Церковь Троицы
Церковь Святой Троицы расположена у входа на новое Рябковское кладбище. До 17 марта 2011 года храм относился к Сибирской митрополии  Украинской православной церкви Киевского патриархата. Русская православная церковь считает этот приход раскольнической сектой Варуха (Тищенкова). 8 декабря 2021 года Местная религиозная организация Курганский православный приход в честь Святой Троицы ликвидирована по решению суда. Храм расположен по адресу: ул. Черняховского, 191.

## Природа
Почти посредине района протекает река Чёрная, в которую впадает река Язевка (ручей Язевский). С севера от района располагается огромный реликтовый сосновый Илецко-Иковский бор.

## Объекты, названные в честь района
Улица Рябковская, расположенная в южной части Северного посёлка города Кургана. Образована в конце XIX — начале XX века, когда деревня Рябкова ещё не входила в черту города.